# Alena Wagnerová
Alena Wagnerová, auch Alena Köhler-Wagnerová (* 18. Mai 1936 in Brünn, Tschechoslowakei) ist eine deutsch-tschechische Publizistin, Soziologin und Autorin. Sie lebt in Saarbrücken und Prag.

## Leben
Alena Wagnerová studierte Biologie und Pädagogik an der Masaryk-Universität in Brünn, wo sie auch promovierte. Sie wurde zunächst Dramaturgin und ist seit 1966 freiberuflich als Publizistin tätig. 1968 bis 1969 schrieb sie für Zeitschriften wie Plamen oder Literární Noviny und beschäftigte sich mit aktuellen gesellschaftspolitischen und kulturellen Fragen. Seit 1969 lebt sie in Saarbrücken und Prag und arbeitet als Schriftstellerin, Übersetzerin und Herausgeberin. Sie war Vorstandsmitglied der Heinrich-Böll-Stiftung und deren Frauenrats, und sie ist Vorstandsmitglied der Heinrich-Böll-Stiftung Saar. Sie ist Mitglied der Deutschen Gesellschaft für Soziologie der Sektion für Frauenforschung. Außerdem ist sie Mitglied des Zentrums für Oral History (Oral-history centrum, Saarbrücken-Praha) und der Schriftstellervereinigung PEN-Zentrum Deutschland.
Alena Wagnerová veröffentlichte auch unter dem Pseudonym Helena Kolářová.

## Wirken
Wagnerová verfasste eine Biografie über die tschechische Gräfin Sidonie Nádherná von Borutín (1885–1950). Auf deren südlich von Prag gelegenem Schloss Janowitz schrieb ihr Freund Karl Kraus an seinem Werk Die letzten Tage der Menschheit. Wagnerovás Buch ist gleichzeitig eine Geschichte des Schlosses, aus dessen Park die Nationalsozialisten 1942 einen Übungsplatz für eine SS-Panzerdivision machen wollten.
Vielfach besprochen wurde Wagnerovás Buch Helden der Hoffnung, in dem sie fünfzehn Interviews veröffentlichte, die sie mit einigen Sudetendeutschen geführt hatte. Es waren Sudetendeutsche, die nicht mit dem Nationalsozialismus sympathisiert hatten: Sozialdemokraten, Kommunisten oder Katholiken, die sowohl während der Zeit des Nationalsozialismus als auch danach verfolgt und aus der Tschechoslowakei vertrieben wurden.
Ein weiteres Thema, mit dem sich Wagnerová seit vielen Jahren befasst, ist das Schicksal von Milena Jesenská (und somit auch das ihres Freundes Franz Kafka). Bereits 1994 gab sie ihren Lebenslauf heraus („Alle meine Artikel sind Liebesbriefe“) und publizierte zahlreiche Artikel über sie. Unter anderem berichtete sie auch über den Fund Jesenskás bislang unbekannter Briefe an ihren Mann und ihre Tochter, etwa aus dem Konzentrationslager Ravensbrück, die sich in der Staatssicherheitsakte ihres geschiedenen Ehemanns, Jaromír Krejcar, befanden.
Alena Wagnerovás Interesse erstreckt sich ebenfalls auf die Frauenproblematik in Osteuropa, insbesondere in der Tschechoslowakei während der Zeit des kommunistischen Regimes: Lage der Frau, Gleichberechtigung und Emanzipation. Noch 1986 stellte sie fest, dass die Frauenfrage, damals im Westen stark diskutiert, in der Tschechoslowakei kaum jemanden interessierte. Einige Probleme der Doppelbelastung der Frau, die es im Kapitalismus gab, wurden keineswegs gelöst – infolge beispielsweise von schlechteren Dienstleistungen sogar vergrößert. Die Vorteile wie einfache Handhabung von Schwangerschaftsabbrüchen oder die formell größere Gleichberechtigung haben hier die existierenden Nachteile nicht  ausgleichen können, und die Doppelbelastung aufgrund der hohen Berufstätigkeit eher zementiert. Wagnerovás Arbeiten zu dieser Thematik sind auch deshalb interessant, weil sie bis dahin unbekanntes empirisches Material verwendet und auswertet.

## Veröffentlichungen (Auswahl)
- Alena Wagnerová | Andrea Neumann: Ein halbes Jahr auf der Flucht vor dem Tod. Geistkirch Verlag, Saarbrücken 2023, ISBN 978-3-949983-06-1
- Die Frau im Sozialismus, Beispiel ČSSR. Hoffmann und Campe, Hamburg 1974, ISBN 3-455-09093-1.
- 1945 waren sie Kinder. Flucht und Vertreibung im Leben einer Generation. Kiepenheuer und Witsch, Köln 1990, ISBN 3-462-02022-6.
- Milena Jesenská. „Alle meine Artikel sind Liebesbriefe“. Biographie. Bollmann, Mannheim 1994, ISBN 3-927901-54-7.
- Prager Frauen. Neun Lebensbilder. Bollmann, Mannheim 1995, ISBN 3-927901-59-8.
- Die Familie Kafka aus Prag. „Im Hauptquartier des Lärms“. Bollmann, Mannheim 1997, ISBN 3-927901-91-1.
- „Ich hätte zu antworten tage- und nächtelang“. Die Briefe von Milena. Fischer, Frankfurt am Main 1999, ISBN 3-596-13913-9.
- Das Leben der Sidonie Nádherný. Eine Biographie. Europäische Verlags-Anstalt, Hamburg 2003, ISBN 3-434-50543-1.
- Helden der Hoffnung – die anderen Deutschen aus den Sudeten. 1935–1989. Aufbau, Berlin 2008, ISBN 978-3-351-02657-8.[10]